# Вилье, Филипп де

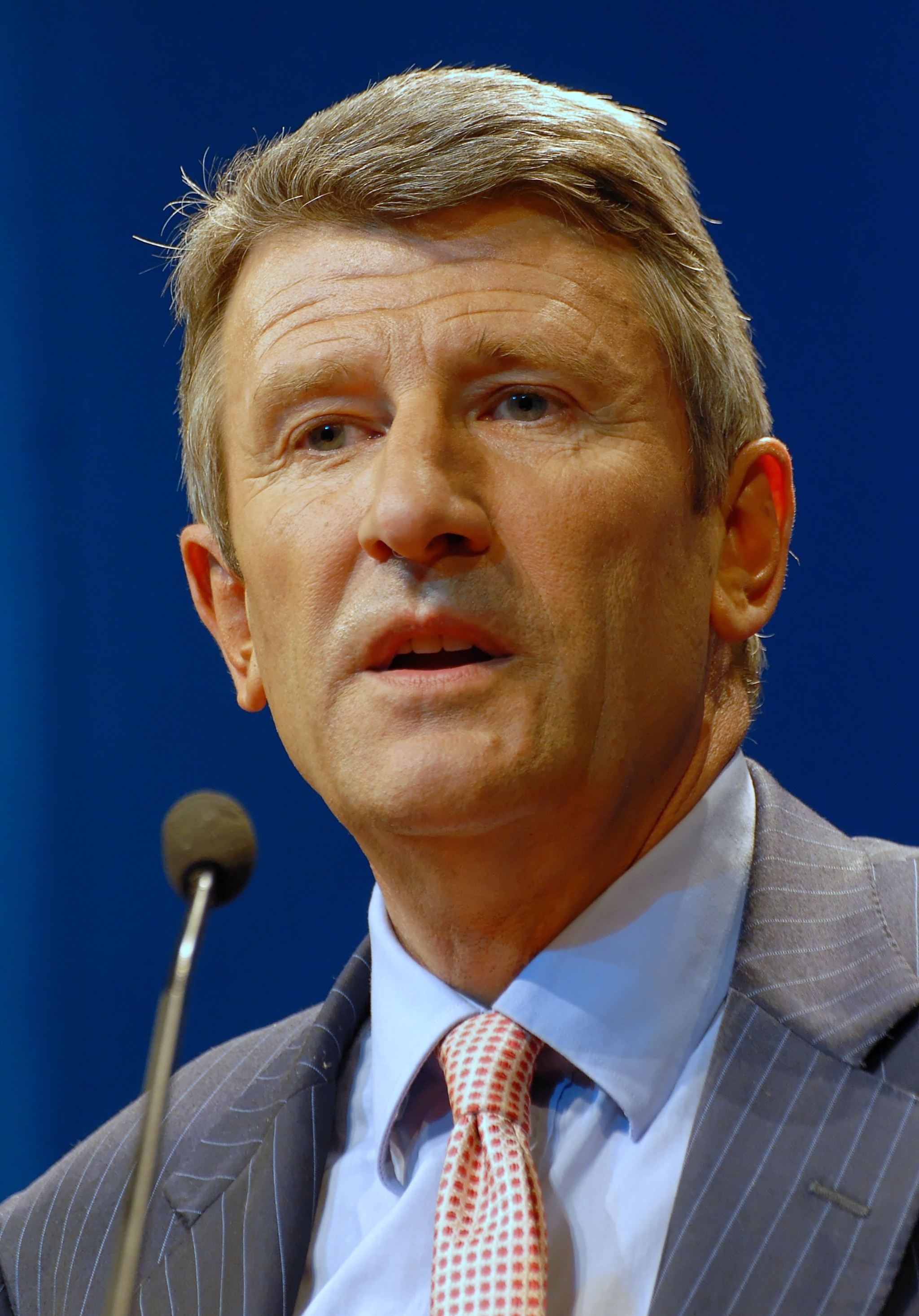
Филипп де Вилье

Виконт Филипп ле Жоли де Вилье де Сентиньон, известный как Филипп де Вилье (фр. Philippe Le Jolis de Villiers de Saintignon, или Philippe de Villiers; родился 25 марта 1949, Булонь, Вандея) — французский политический деятель, лидер правой националистической партии «Движение за Францию»; выходец из старинной аристократической семьи; лауреат литературной премии Жана Ферре.

## Отец
Его отец Жак де Вилье (1913—2000) был полковником французской армии из Лотарингии. Во время Второй мировой войны он служил под командованием генерала де Латра де Тассиньи. В 1940 году его вместе с генералом взяли в плен. Он многократно пытался бежать из лагеря, его ловили и жестоко пытали. После освобождения Франции он переехал из Лотарингии в Вандею, вслед за генералом де Латром, которому сохранял верность до конца своих дней. Ревностный католик, отец семерых детей, он воспитывал их в духе верности идеалам Сопротивления и старой католической Франции. Был одним из нотаблей Вандеи, занимая посты мэра Булони (1947—1983) и вице-президента Генерального совета Вандеи (1973—1987).

## Образование и государственная служба
Филипп де Вилье получил высшее образование в Нанте (юридический факультет со специализацией в области публичного права; 1971) и в Париже (Высшая школа политических наук, Высшая школа администрации (1978)). Был директором кабинета префекта департамента Приморская Шаранта, супрефектом в Вандоме (департамент Луар и Шер).
В 1981 году, после победы на президентских выборах социалиста Франсуа Миттерана, не желая сотрудничать с пришедшими к власти левыми, де Вилье подаёт в отставку. Это был единственный на всю страну чиновник высокого ранга, который совершил такой шаг по принципиальным политическим соображениям.

## Предприниматель
Уйдя в отставку, стал предпринимателем, много занимается развитием культуры и спорта в своём родном регионе. В Нанте им был основан первый во Франции частный университет по коммуникациям — «Сьянс Ком». Тогда же он создал собственное радио на ультракоротких волнах «Алюэтт» (Жаворонок), которое работает до сих пор под руководством его брата. В 1983 году он участвует в создании «Альянса за новую культуру» и становится генеральным секретарём этой право-католической организации. В это время он часто посещает аббатство Фонтевро, вступает в тесные отношения с консервативной католической ассоциацией «Opus Dei».

## Парк «Пюи дю Фу»
Ещё в 1977 году, будучи студентом, Филипп де Вилье начал создавать парк исторических аттракционов «Пюи-дю-Фу», (французский вариант Диснейленда), целиком посвящённый истории Франции с древности до начала 20-го века. Этим делом он продолжает заниматься до сих пор, уже 28 лет. В начале это были просто руины средневекового замка Puy du Fou, который де Вилье решил восстановить и превратить в место для спектаклей. За эти годы парк сильно разросся, усовершенствовался и модернизировался, превратившись в целый город приключений. Сейчас он расположен на 23 гектарах — это самый большой в Европе спектакль под открытым небом. Здесь, например, были показаны спектакли, демонстрировавшие жестокость революционеров по отношению к Вандее во время Великой французской революции. В 1993 году, в двухсотую годовщину Вандейского восстания, когда Александр Солженицын посетил Вандею, чтобы почтить память первого в мире сопротивления Революции, в его честь был устроен специальный вечер в парке де Вилье.
Каждое лето по пятницам и субботам в парке проводятся многочисленные представления, в которых используется огромное число пиротехнических и звуковых спецэффектов, в уличных спектаклях участвуют 1100 актёров-добровольцев из числа жителей окрестных городков и деревень.
В 1989 году в дополнение к основному развлекательному комплексу, Филиппом де Вилье был также создан экологический и исторический парк отдыха на 55 гектарах.
Парками управляет ассоциация, которая включает 3000 членов. Деньги она получает от коммерческой деятельности самих парков, существующих без государственных дотаций. Более того, ассоциация вкладывает заработанные деньги в развитие городов и деревень Вандеи и в благотворительность (1 700 000 евро были вложены за 25 лет в различные гуманитарные миссии во Франции и во всем мире). За лето парк Пюи дю Фу посещает более миллиона туристов.

## Политик
В 1986 году, после победы на выборах в парламент правых и создания правого правительства, Филипп де Вилье согласился стать государственным секретарём при министре культуры, в правительстве Жака Ширака. Год спустя подал в отставку, в связи с разногласиями с министром Франсуа Леотаром, у которого он был в подчинении. В 1987 году де Вилье избирается депутатом Национального собрания Франции от Вандеи (переизбирался в 1988, 1993, 1997, 2002) и одновременно депутатом местного парламента Вандеи.

### Президент Генерального совета Вандеи
В 1988 году его впервые избрали президентом Генерального совета Вандеи, позднее регулярно переизбирался на этот пост. Постоянно получает в Вандее около 70 % голосов избирателей.
За период его пребывания на посту председателя Генерального совета в регионе зафиксированы самые высокие показатели по развитию предпринимательства и созданию новых предприятий. Кроме того, в Вандее самый низкий уровень безработицы в стране.
Де Вилье уделяет большое вниманию развитию новых технологий в регионе, он создал так называемый «Вандея-поль», сеть бюро, которые занимаются развитием экономики, предпринимательства и трудоустройством и работает на основе самоокупаемости. В рамках этого проекта очень активно используется интернет, как для поиска работы, так и для поиска работников предпринимателями. Активно проходит переподготовка специалистов из устаревших отраслей для отраслей развивающихся. В Вандее быстро развивается хай-тэк, в частности, высокие технологии в музыке — оборудование и программное обеспечение. Поскольку в Вандее были созданы благоприятные условия для этого бизнеса, туда переместился ряд предприятий из парижского региона.
В регионе активно ведётся работа с молодежью, с опорой на школьное самоуправление, подростков учат гражданской ответственности, реализуется много образовательных гуманитарных проектов среди детей — экологических, социальных и т. д. В Вандее много молодых предпринимателей. Регион стоит на первом месте во Франции по качеству жизни.
Филипп де Вилье, увлекающийся спортом, создал также известную международную регату «Вандея-глоб». Постоянно выступает против коррупции, ведёт кампанию «за очищение чести политика».

### Евроскептик
В 1991 году создал организацию по защите французских культурных традиций. В 1992 году выступил против Маастрихтских соглашений (то есть против создания ЕС), принципиальный противник вхождения Франции в ЕС. В 1994 году был избран депутатом Европарламента и использовал его трибуну для отстаивания суверенитета своей страны. В 1997 году подал в отставку в знак протеста по принципиальному вопросу. В 1999 году он вновь избран в Европарламент, но через полгода подал в отставку. В 2004 году вновь избран депутатом Европарламента.
С 1994 году, когда он окончательно занимает позицию евроскептика, де Вилье вышел из правоцентристской партии «Союз за французскую демократию» и начал проводить собственный политический курс под лозунгом «За французский суверенитет». В 1995 году он впервые выдвинулся кандидатом на президентских выборах, на которых он получил 4,7 % голосов (полтора миллиона человек). Поскольку государство компенсирует расходы на президентскую кампанию только тем, кто набрал 5 %, он был вынужден финансировать её из собственных средств. Обратился за помощью к французам и начал кампанию сбора пожертвований, которая тянулась много лет. Из-за отсутствия денег он отказывается баллотироваться в президенты в 2002 году.
Во время референдума в мае 2005 года по европейской конституции он резко выступил против этого проекта, становится одним из лидеров кампании «нет», выступает за суверенитет Франции с правых позиций, против принятия в ЕС Турции, против новых эмигрантов (пустил в ход знаменитое выражение «польский сантехник»), за защиту отечественного предпринимателя и рабочего. Он много ездил по стране, выступал на митингах, проводил встречи, организовывал на местах агитацию. На референдуме победили противники Евроконституции. Впрочем, большинство голосовавших против были отнюдь не сторонниками де Вилье.

### Движение за Францию
В 1994 году Филипп де Вилье основал свою собственную партию — «Движение за Францию». По состоянию на 2005 год в ней насчитывалось 16 тысяч членов. Эта организация долгое время носила региональный характер, базировалась только в Вандее, лишь совсем недавно она вышла на национальный уровень. Большую роль в этом сыграл референдум по Евроконституции, во время которого Филиппу де Вилье удалось создать отделения партии во всех департаментах Франции. Партия построена на федеральной основе: каждый департамент страны имеет не только своё собственное отделение со своим президентом, но и свою символику, свои региональные особенности. Каждый, вступающий в партию, обязан подписать хартию «Движения за Францию», в которой записано: 

Наша интеллектуальная и духовная связь — это дух французского Сопротивления, который всегда, с древнейших времен, был присущ нашему народу. В тяжёлые моменты нашей истории этот дух помогал нам выстоять в борьбе против различных идеологических ядов: ненависти, падения и позора. Мы выступаем за национальную независимость Франции в рамках Европы, в которой государства и народы будут кооперироваться между собой. Движение желает восстановить независимость мышления и право на самостоятельные суждения каждого, которые сегодня находятся под угрозой, исходящей от «полиции мыслей».
Мы выступаем за следующие ценности:
- Каждый человек должен опираться на свои корни и традиции — региональные, семейные, культурные, и в то же время он должен быть открыт миру.
- Свобода — в ответственности по отношению к другим и к обществу.
- Общество должно быть построено на уважении к каждому его члену, но каждый человек должен стремиться к благу общества.

Наша партия намерена разбить все табу политкорректности. Ложь ведёт к насилию, а правда освобождает и ведёт к миру между людьми. Движение выступает против мультикультурализма, который ведёт Францию к этническому разделению и к потере её корней. Движение хочет дать надежду той Франции, которая страдает на «территориях, потерянных для республики», где наши граждане живут в постоянном страхе, из-за неконтролируемой иммиграции. Мы выступаем за то, чтобы вернуть нашим согражданам гордость и надежду, без всяких табу и без ксенофобии. Мы выступаем так же против позитивной дискриминации, считая, что единственным критерием для получения поста должно являться одно — ты этого заслуживаешь. Все попытки назначений за расу, религию или пол неприемлемы. Мы выступаем за политику нулевой иммиграции и за политику ассимиляции для тех, кто уже приехал.

### Противник массовой иммиграции
Выступая против массовой эмиграции из стран Африки, де Вилье считает, что гораздо полезнее помогать развивать экономику и промышленность бедных африканских стран, улучшать в них жизнь, чем принимать во Франции миллионы новых эмигрантов, бегущих от бедности. Свои идеи он осуществляет на практике. В течение длительного времени де Вилье поддерживает тесные отношения между Вандеей и Бенином. Это целенаправленный, сознательный социально-экономический эксперимент де Вилье, его сотрудники называют эту страну «нашей стратегической лабораторией». Бенинский проект опирается на многочисленные частные ассоциации разного профиля, связанные с аналогичными государственными или частными организациями в Вандее. Каждый год Вандея вкладывает в развитие экономики Бенина несколько сот тысяч евро.
За десятилетие были реализованы проекты строительства «семейных домов» во многих городах Бенина, где женщин учат гигиене, начаткам медицинских знаний, воспитанию детей, ведению рационального домашнего хозяйства и сельскому хозяйству. Было построено много школ, поликлиник и больниц по европейскому образцу, созданы кооперативные страховые общества, кассы взаимопомощи для финансирования малых предприятий, построены училища для обучения механизаторов сельского хозяйства, автомехаников и другим рабочим профессиям. Много было сделано для того, чтобы привлечь в Бенин западных инвесторов. Особое внимание уделяется «бидонвиллям», чтобы вывести их из состояния нищеты. Ещё одно направление — борьба с коррупцией и с бесконтрольной эксплуатацией природных ресурсов в Бенине.
Левые постоянно обвиняют Филиппа де Вилье в экстремизме, сравнивают с Ле Пеном, считая праворадикальным политиком. В то же время он утверждает, что противостоит иммигрантам, которые не желают ассимилироваться и признавать французские законы. Свою позицию он называет «народным патриотизмом», подчеркивая, что она не имеет ничего общего с расизмом.

## Участие в президентских выборах 2007
11 сентября 2005 года Филипп де Вилье первым заявил себя официальным кандидатом на президентских выборах 2007 года под лозунгом: «За народный патриотизм, против прогрессирующей исламизации Франции».
На президентских выборах, состоявшихся 22 апреля 2007 года, получил 2,24 % голосов избирателей (6-е место). Первоначально не дал своим избирателям рекомендации относительно голосования во втором туре, но затем изменил свою позицию, призвав поддержать кандидатуру Николя Саркози, чтобы не позволить победить кандидату от Социалистической партии.

## Дополнительная информация
Филипп де Вилье женат, у него семеро детей, он ревностный католик. Автор десяти книг, первая была издана в 1989.